# Самовецкое сельское поселение
Самовецкое сельское поселение — муниципальное образование в Эртильском районе Воронежской области.
Административный центр — село Большой Самовец.

## Административное деление
В состав поселения входят:
- село Большой Самовец,
- деревня Грязцы,
- деревня Колодеевка,
- посёлок Средний Самовец.

## Население
| 2000 | 2010 | 2012 | 2013 | 2014 | 2015 | 2016 |
| ---- | ---- | ---- | ---- | ---- | ---- | ---- |
| 1431 | ↘878 | ↘857 | ↘838 | ↘825 | ↘816 | ↘808 |
| 2017 | 2018 |      |      |      |      |      |
| ↘778 | ↘767 |      |      |      |      |      |